# Iván Agudiak
Iván Gustavo Agudiak (Médanos, Provincia de Buenos Aires, Argentina; 16 de mayo de 1984) es un futbolista argentino. Juega de delantero y su último paso fue por Huracán Las Heras que disputa el Torneo Federal A de Argentina.

## Trayectoria
En el año 2005 Ivan, que había debutado en  2004, logró el Ascenso a la Primera B Nacional tras la final entre el campeón del Apertura y el campeón del Clausura, que sería San Martín de Tucumán. En dicha temporada fue goleador del conjunto Bahiense.
En 2015, tras haber arribado a San Martín de Tucumán para disputar el Torneo Federal A 2015, se coronó campeón con dicha entidad en la temporada 2016 y ascendió a la Primera B Nacional.
A mediados de 2016, fue contratado por Gimnasia de Mendoza para enfrentar la temporada 2016-17 del Torneo Federal A donde estuvo en las puertas del ascenso. En la siguiente temporada el jugador ascendió a la B Nacional luego de que su equipo ganase la fase reválida de dicho torneo.
En julio de 2018, el Club Atlético Huracán Las Heras lo incorpora para disputar el Torneo Federal A 2018-19. No es tenido en cuenta para torneo 2019-20 y deja el club.
En 2019 arriba a Italia donde es contratado por el Citta di Rosolini para disputar el Torneo Eccelenza, allí consigue adaptarse rápidamente y logra una registro de 11 goles en 25 encuentros.
Tras una buena temporada, en el 2020 es contactado por el ASD Giarre Calcio 1946 también del Torneo Eccelenza con el cual sale campeón y logra el ascenso a la Serie D en 2021 con el cual también jugó el torneo 2021-2022. Para la temporada 2022-2023 jugó en el Enna Calcio SCSD para luego ir al SSD Nissa FC con el cual salió campeón en el 2024 logrando el ascenso a la Serie D.

## Clubes
| Club                         | País      | Año           | PJ  | Goles | Prom. |
| ---------------------------- | --------- | ------------- | --- | ----- | ----- |
| Villa Mitre                  | Argentina | 2004-2010     | 128 | 24    | 0,19  |
| Liniers (BB)                 | Argentina | 2010          | 11  | 7     | 0,64  |
| Ramón Santamarina            | Argentina | 2011-2012     | 43  | 9     | 0,21  |
| Gimnasia y Tiro              | Argentina | 2012-2013     | 35  | 12    | 0,34  |
| Comunicaciones               | Argentina | 2013-2014     | 33  | 6     | 0,18  |
| Juventud Unida Universitario | Argentina | 2014          | 15  | 2     | 0,13  |
| San Martín (T)               | Argentina | 2015-2016     | 49  | 12    | 0,24  |
| Gimnasia y Esgrima (M)       | Argentina | 2016-2018     | 47  | 9     | 0,19  |
| Huracán Las Heras            | Argentina | 2018-2019     | 25  | 3     | 0,12  |
| Citta di Rosolini            | Italia    | 2019-2020     | 25  | 11    | 0,44  |
| ASD Giarre Calcio 1946       | Italia    | 2020-2022     |     |       |       |
| Enna Calcio SCSD             | Italia    | 2022-2023     |     |       |       |
| SSD Nissa FC                 | Italia    | 2023-presente |     |       |       |
| Total clubes                 |           |               |     |       |       |

## Palmarés

### Campeonatos nacionales
| Título             | Club                   | País      | Año  |
| ------------------ | ---------------------- | --------- | ---- |
| Torneo Argentino A | Villa Mitre            | Argentina | 2005 |
| Torneo Federal A   | San Martín (T)         | Argentina | 2016 |
| Eccellenza         | ASD Giarre Calcio 1946 | Italia    | 2021 |
| Eccellenza         | SSD Nissa FC           | Italia    | 2024 |

#### Otros logros
|                                                                                           |
| - Ascenso a la Primera B Nacional con Gimnasia de Mendoza en el Torneo Federal A 2017-18. |